# Melothria cucumis
Melothria cucumis là một loài thực vật có hoa trong họ Cucurbitaceae. Loài này được Vell. mô tả khoa học đầu tiên năm 1829.